# Hybrid Tower Mestre
La Hybrid Tower Mestre (HTM) è un grattacielo situato a Mestre, nel comune di Venezia.
Inaugurato nel novembre 2016, è il grattacielo più alto del comune di Venezia.

## Il progetto
Il grattacielo HTM, costato 18 milioni di euro, è stato realizzato nel sito dove sorgeva l'ex deposito dell'azienda di trasporto pubblico ACTV, all'interno del nucleo urbano di Mestre, tra via Torino e corso del Popolo, a breve distanza dalla stazione di Mestre.
Questa parte di città ha vissuto negli ultimi anni una metamorfosi molto rapida evolvendosi da area industriale e semi-abbandonata in nuovo polo direzionale, turistico e residenziale.
In questo quadro generale si colloca la riqualificazione dell'area abbandonata e degradata di 33.000 m² dell'ex deposito ACTV (demolito tra giugno e novembre 2012), bonificata con una spesa di 3,5 milioni di euro e  riconvertita con la costruzione dell’HTM,  di un parcheggio pubblico e un supermercato. Il progetto di riqualificazione è costato   complessivamente 54 milioni di euro.

## La torre

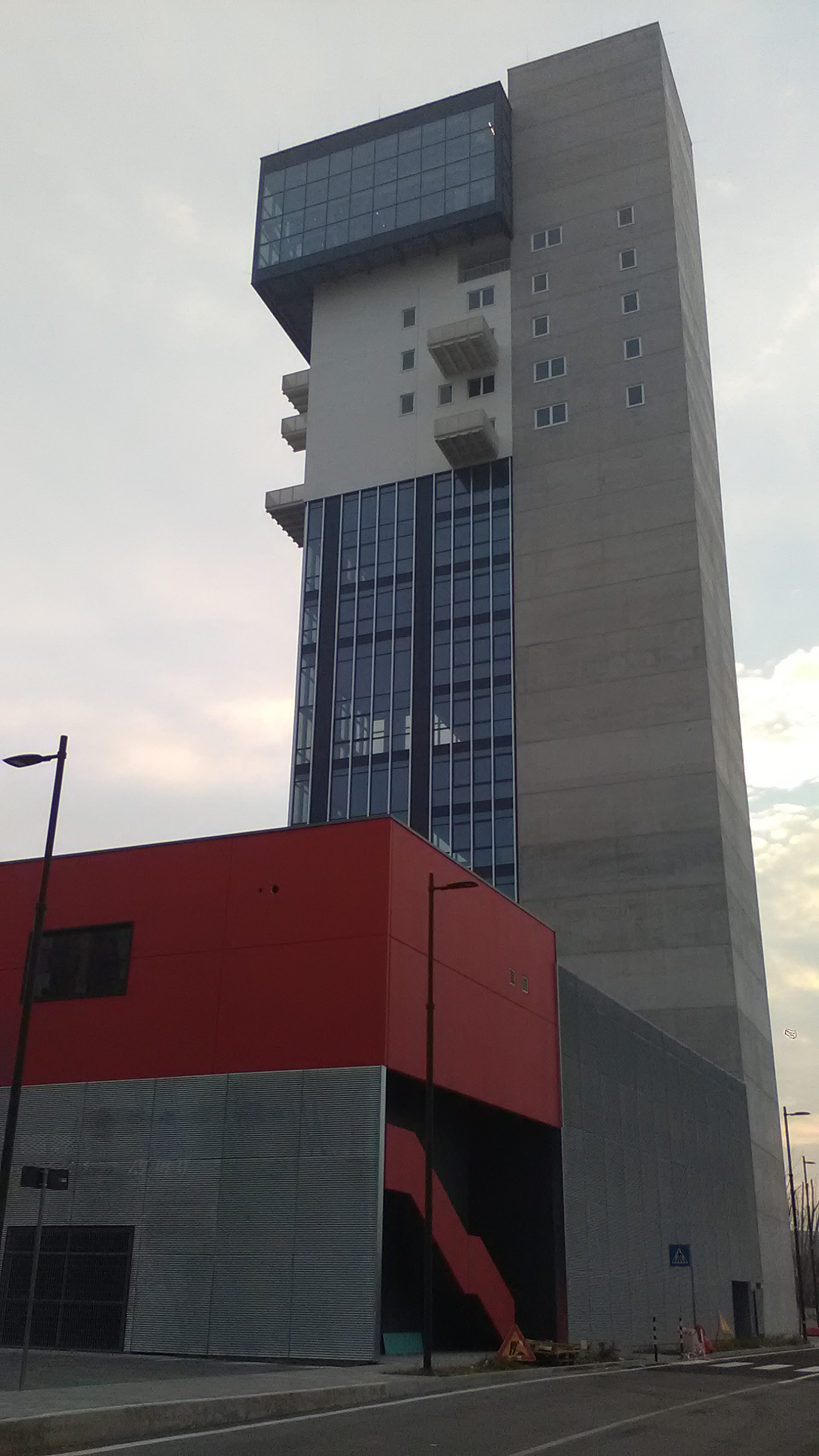
Hybrid Tower Mestre

Il progetto dell’HTM, concepito da asastudio, modificava significativamente un primo piano di urbanizzazione che prevedeva la costruzione di 4 torri e una densificazione molto più fitta del perimetro dell’ex ACTV. L’obiettivo della proposta definitiva, con la soluzione di una sola torre, era ridurre di oltre il 60% l’impatto volumetrico del progetto precedente, con un’attenzione più spiccata alle correlazioni con lo spazio circostante. La HTM ripropone un meccanismo spesso utilizzato nelle architetture verticali: il concetto di ibridazione e di mischiamento delle destinazioni d’uso. L'aspetto della torre è stato concepito come sovrapposizione di schemi architettonico-funzionali differenti, che si lasciano leggere immediatamente dall’esterno, attraverso una scansione stilistica differente e caratteristica. La struttura si eleva su una piastra commerciale per 81 m di altezza e 19 livelli, con un orientamento che guarda a Venezia e alle Prealpi. Ai primi livelli sono collocati gli spazi collettivi e commerciali, i livelli direzionali occupano i piani dal 4 all’11 e sono caratterizzati da grande vetrate con profili in alluminio strutturale Metra. I livelli residenziali (12-16) presentano un layout bianco con balconi in aggetto. La sommità della torre (livelli 17-18) riprende la configurazione vetrata: dietro questa, sono ospitati un ristorante panoramico e una terrazza di oltre 230 m². L'entrata principale della torre si trova nel lato meridionale e permette l'accesso al centro direzionale e ai 19 mini appartamenti da 38 m². La porta sul lato orientale serve esclusivamente il bar e il ristorante panoramico al 17º piano. Una terrazza da 230 m² è stata realizzata al 19º e ultimo piano e consente una vista a 360° sull'area post-industriale di Mestre e Porto Marghera, con lo sfondo della laguna di Venezia. L'accesso ai garage è sui lati sud ed est.

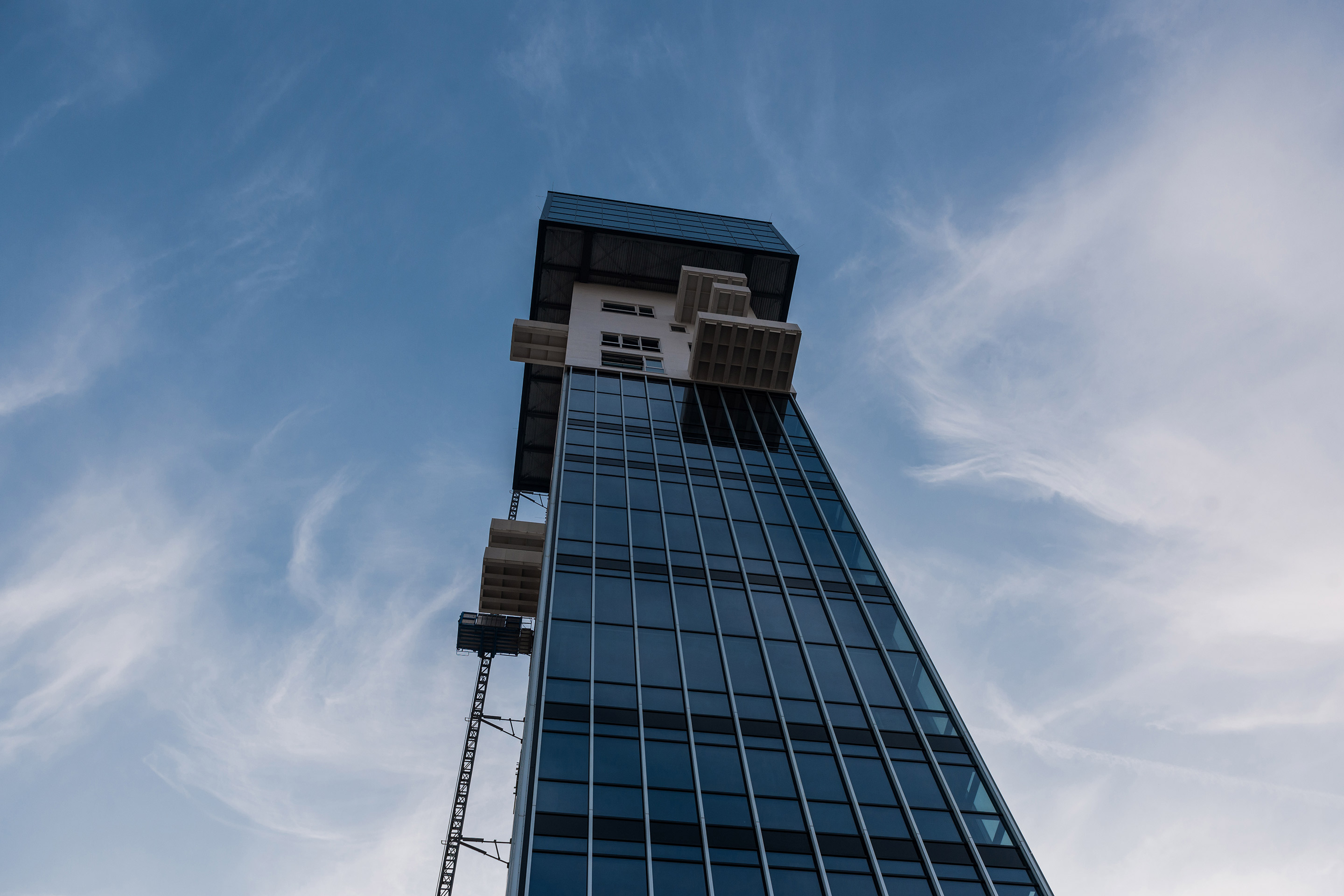
Vista della Torre dal Basso